# Rami Hamadeh
Rami Hamadeh, né le 24 mars 1994 à Shefa Amr en Palestine, est un joueur de football international palestinien, qui évolue au poste de gardien de but.

## Biographie

### Carrière en sélection
Il reçoit sa première sélection en équipe de Palestine le 6 août 2013, en amical contre la Jordanie (défaite 4-1).
En janvier 2019, il est retenu par le sélectionneur Noureddine Ould Ali afin de participer à la Coupe d'Asie des nations, organisée aux Émirats arabes unis. Lors de cette compétition, il joue trois matchs.

## Palmarès
- Champion de Palestine en 2018 avec l'Hilal Al-Quds
- Vice-champion de Palestine en 2017 avec le Thaqafi Tulkarem